# ギ酸酢酸無水物
ギ酸酢酸無水物（ぎさんさくさんむすいぶつ、英語: acetic formic anhydride）は、化学式が C3H4O3 の有機化合物である。酢酸とギ酸の混合無水物と見なすことができる。実験室ではホルミル化剤として使用される。

## 合成
無水ジエチルエーテル中で、ギ酸ナトリウムと塩化アセチルを23 - 27℃で反応させることで合成できる。また、無水酢酸とギ酸を0℃で反応させることによっても合成できる。

## 性質
ギ酸無水物よりも安定だが、ギ酸酢酸無水物は熱的に不安定で、約60℃を超えると一酸化炭素を発生しながら徐々に分解する。ピリジンや残留酸などの不純物はこれを促進し、0℃という低い温度で分解が始まる。粗原料は、減圧下30℃以下での蒸留によって精製することに成功している。

## 応用
アミン、アミノ酸、アルコールのホルミル化剤である。また、フッ化ホルミルなどの他の化合物の出発物質でもある。